# Andranik Eskandarian
Andranik Eskandarian (pers. آندرانیک اسکندریان; Teheran, 31 dicembre 1951) è un ex calciatore iraniano naturalizzato statunitense.
Appartenente alla minoranza armena del suo paese di nascita, fu per 28 anni l'ultimo iraniano di religione cristiana a partecipare a un campionato mondiale di calcio (1978), prima di Andranik Teymourian, nel 2006

## Carriera
Eskandarian iniziò la carriera nel Campionato di calcio iraniano, giocando nell'Ararat Teheran e nel Taj, guadagnandosi la convocazione in nazionale per il campionato del mondo 1978. Durante i mondiali si fece notare dagli osservatori dei New York Cosmos, con cui firmò un contratto a partire dalla stagione 1979. Dopo il fallimento dei Cosmos nel 1984,  Eskandarian passò ai New York Express nella MISL per alcuni anni. Dal 1989 al 1990 giocò per i New Jersey Eagles della American Soccer League.
Eskandarian ottenne la cittadinanza statunitense nel 1984. Suo figlio Alecko ha intrapreso anch'esso la carriera calcistica, giocando in diverse squadre della Major League Soccer e ottenendo una convocazione nella nazionale di calcio degli Stati Uniti.

## Palmarès

### Club

#### Competizioni nazionali
- Campionato iraniano: 1

Taj: 1975-1976
- Coppa dell'Iran: 1

Taj: 1976-1977
- Campionato NASL I: 2

N.Y. Cosmos: 1980, 1982